# Mesoplodon eueu
Mesoplodon eueu (лат., возможное русское название — ремнезуб Рамари) — вид зубатых китов из семейства клюворыловых (Ziphiidae). Обитает в Южном полушарии.
Описан в 2021 году; ранее рассматривался как южная популяция ремнезуба Тру (M. mirus). Откалиброванная по времени филогения, построенная с использованием митогеномных данных, и анализ двух ядерных геномов указывают на то, что ремнезуб Тру и ремнезуб Рамари начали расходиться около 2 млн лет назад, а 0,35—0,55 млн лет назад полностью прекратился обмен генами между ними.

## Открытие и распространение

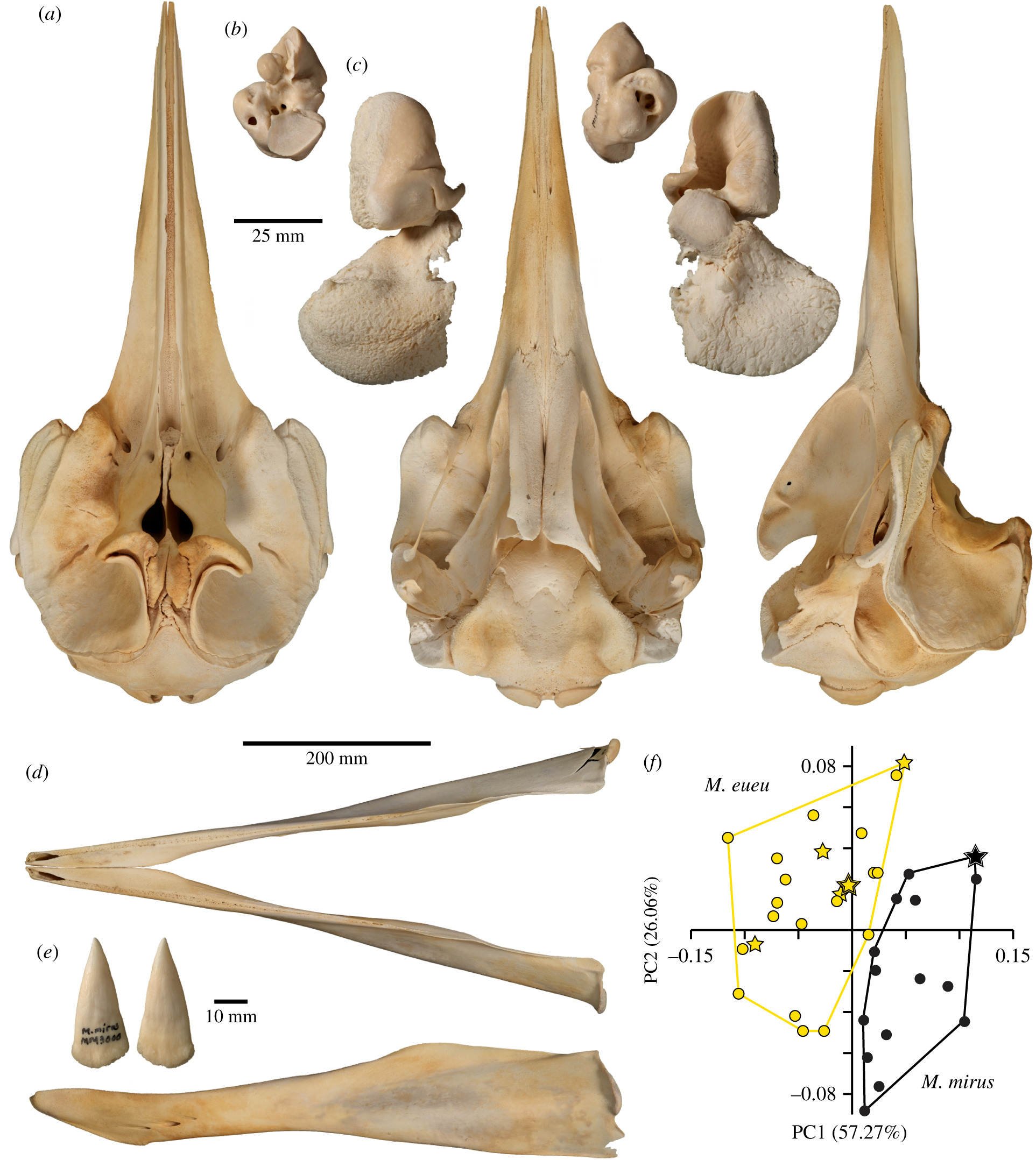
Череп голотипа (NMNZ MM003000)

Впервые о «ремнезубах Тру» из Южного полушария было сообщено в научной статье 1960 года, где кратко описывается туша самца длиной примерно в 5,18 м («17 футов 6 дюймов»), которую 21 мая 1959 года выбросило на берег в Уилдернесс (ЮАР). В 1969 году было подтверждено существование самоподдерживающейся популяции. Позже ремнезубы того же вида были зарегистрированы в Мозамбике, Тристан-да-Кунья, Уолтер-Шолс (юг Мадагаскара), южной Бразилии, Австралии и Новой Зеландии.
Голотип вида — беременная взрослая самка (экземпляр NMNZ MM003000) длиной 5,06 м, прозванная Нихонгоре (или Нихо Нгоре). В ноябре 2011 года самка села на мель на косе Вайатото, Джексон-Бей. Местная рыболовецкая команда безуспешно пыталась спасти кита. 27 ноября туша ремнезуба была обнаружена выброшенной на берег; предполагается, что кит погиб менее чем за два дня до этого. Из туши был вырезан образец кожи, сохранившийся на 70%, из которого в дальнейшем учёные извлекли генетический материал. С помощью трактора тушу перенесли из приливной-отливной зоны в кусты, на фильтровальную ткань, подложенную для улавливания костей при разложении. 6 февраля 2012 года Дон Нил из Департамента охраны природы Новой Зеландии, эксперт по китам Рамари Стюарт, происходящая из народа маори, и Натаниэль Скотт из Te Runanga o Makaawhio извлекли кости из полуразложившейся туши. Костный материал был отправлен в Национальный музей Те-Папа-Тонгарева (Веллингтон), где он хранится и по сей день.
Статус паратипов присвоен образцам из ЮАР: скелетам двух взрослых самок (PEM N0136 и PEM N3438) и одно самца (PEM N1114) из коллекции музея Порт-Элизабет и скелетам двух самцов (SAM-ZM-041596 и SAM-ZM-039840), принадлежащих Южноафриканскому изико-музею (Кейптаун).

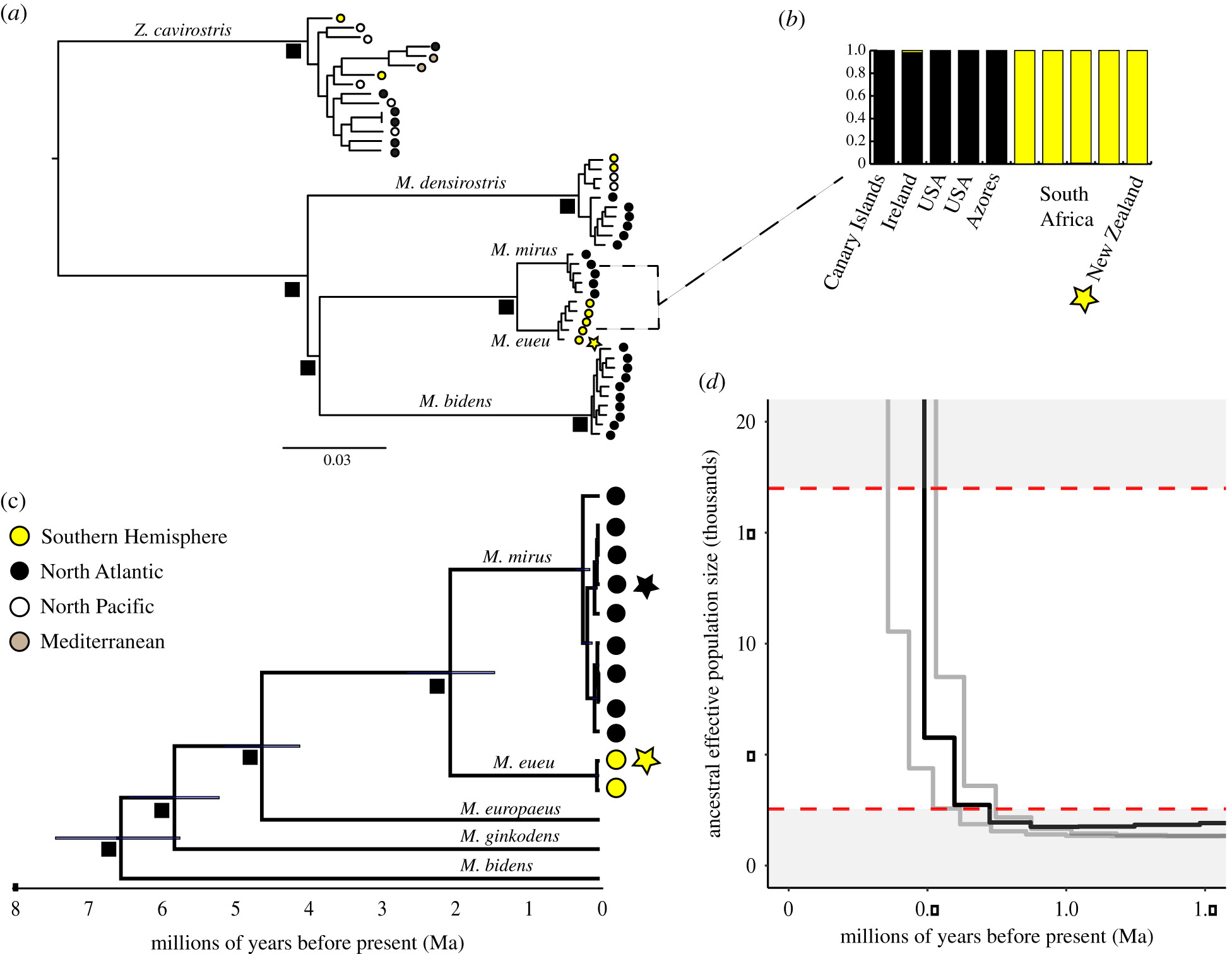
Филогенетическое положение ремнезуба Рамари

Описан как самостоятельный вид большим коллективом зоологов под руководством Эммы Кэролл (31 соавтор) в 2021 году. Видовая самостоятельность ремнезуба Рамари подтверждается геномным и морфометрическим анализами. Видовое название происходит от слова //eu//’eu, на языке кхве означающего «большая рыба» (для соблюдения номенклатурных стандартов слово было упрощено до eueu). Обиходное имя «ремнезуб Рамари» (англ. Ramari's beaked whale) дано в честь Рамари Стюарт. И научное, и обиходное названия символизируют благодарность учёных общинам коренных народов Южной Африки и Новой Зеландии за сотрудничество с ними и были выбраны после консультации с представителями этих народов.

## Описание
Крупный ремнезуб, во взрослом состоянии достигающий около 5,3 м в длину. Отличается от всех других представителей рода, за исключением ремнезуба Тру, ремнезуба Гектора (M. hectori) и M. perrini, наличием клыков на кончике нижней челюсти. От ремнезуба Гектора и ремнезуба Перрина (M. perrini) отличается наличием менее треугольных клыков меньшего размера, от ремнезуба Тру — относительно более коротким клювом с более широким основанием, а также более коротким симфизом нижней челюсти, более широкими ямками и гребнями переднечелюстного мешка (premaxillary sac) и более высоким черепом.